# Ridhima Pandey
Ridhima Pandey (Hindi रिद्धिमा पांडे; * 2008) ist eine indische Umwelt- und Klimaschutzaktivistin. Bekannt wurde Pandey durch von ihr initiierte Petitionen an die indische Regierung und die Vereinten Nationen.

## Leben
2013 erlebte Ridhima Pandey die Überschwemmung Haridwars im Bundesstaat Uttarakhand mit, wodurch ihr Interesse am Klimaschutz seinen Anfang nahm.
Mit neun Jahren reichte Ridhima Pandey eine Klage beim Nationalen Grünen Gerichtshof Indiens (National Green Tribunal) ein, in der sie Maßnahmen zur Reduzierung des CO2-Ausstoßes einforderte.
Am 23. September 2019 reichte Ridhima Pandey zusammen mit 15 anderen Jugendlichen zwischen 8 und 17 Jahren aus verschiedenen Ländern, unter ihnen Greta Thunberg, eine Beschwerde beim UN-Ausschuss für die Rechte des Kindes ein. Sie beschuldigen die Staaten Argentinien, Brasilien, Frankreich, Deutschland und Türkei, die UN-Kinderrechtskonvention zu verletzen, weil sie sich nicht genügend um die Reduzierung von Treibhausgas-Emissionen kümmern würden. Die Kinder fordern den Ausschuss auf, die Klimakrise als Kinderrechtskrise anzusehen und die Staaten aufzufordern sich an das Pariser Klimaabkommen zu halten. Derzeit wird geprüft, ob die Beschwerde zulässig ist.